# Chris Young (musicista)
Christopher Alan Young, detto Chris (Murfreesboro, 12 giugno 1985), è un cantautore statunitense, interprete di musica country.
Dopo aver vinto il talent show Nashville Star, Young ha ottenuto un contratto discografico con RCA Records Nashville e pubblicato il suo album di debutto nel 2006. Nel corso della sua carriera ha pubblicato 8 album in studio,

## Biografia
Nato in Tennessee e interessato alla musica fin dalla più tenera età, Young intraprende la carriera artistica nel 2002. Nel 2006 prende parte al talent show Nashville Star, trasmesso da USA Network, uscendone vincitore. Firma dunque un contratto con RCA Records Nashville e pubblica l'album di debutto l'eponimo, prodotto da Buddy Cannon.
Nel maggio 2008 presenta il singolo Voices durante il CMA Music Festival. Nel settembre 2009 pubblica l'album The Man I Want to Be, che contiene i singoli Voices e Gettin' You Home (The Black Dress Song). Nel 2010, il progetto gli vale una nomination ai Grammy Awards e una nomination agli Academy of Country Music Awards. Sempre nel 2010 conduce i Country Music Awards.
Il suo terzo disco Neon viene pubblicato nel 2011, anticipato dal singolo Tomorrow. Nel 2011 ha vinto due American Country Awards. Il successivo album A.M. viene nel 2013. Durante la promozione del progetto, Young viene insignito del ruolo di "ambasciatore" dall'Academy of Country affinché esegua alcuni concerti di musica country oltreoceano: l'artista si esibisce dunque a Belfast, Dublino, Londra e Parigi.
Nel 2014 viene premiato dalla British Country Music Association come "miglior artista internazionale". Nel 2015 pubblica il suo quinto album I'm Coming Over, anticipato da un singolo omonimo. Esegue successivamente un tour di 14 concerti intitolato proprio I'm Coming Over Tour. Nel 2016 pubblica l'album natalizio It Must Be Christmas, a cui segue la pubblicazione dell'album Loosing Sleep nel 2017. Nel 2018 ottiene la sua seconda nomination ai Grammy.
Nel 2021 pubblica il suo ottavo album Famous Friends.

## Discografia
Album studio
- 2006 - Chris Young
- 2009 - The Man I Want to Be
- 2011 - Neon
- 2013 - A.M.
- 2015 - I'm Coming Over
- 2017 - Loosing Sleep
- 2021 - Famous Friends

EP
- 2010 - Voices